# گربه‌ماهی کور شبح‌وار
گربه‌ماهی کور شبح‌وار (نام علمی: Prietella lundbergi) نام یک گونه از سرده گربه‌ماهی‌های مکزیکی است.